# Нагаока (княжество)
Княжество Нагаока (яп. 長岡藩 Нагаока-хан) — феодальное княжество (хан) в Японии периода Эдо (1616—1870), в провинции Этиго региона Хокурикудо на острове Хонсю (современная префектура Ниигата).

## История княжества
Административный центр княжества: замок Нагаока (современный город Нагаока, префектура Ниигата).
Доход хана:
- 1616—1618 годы — 80 000 коку
- 1618—1870 годы — 74 000 коку

Княжество Нагаока было создано в 1616 году. Его первым правителем стал Хори Наоёри (1577—1639), бывший владелец Иияма-хана в провинции Синано. В 1618 году Хори Наоёри был переведен в Мураками-хан (провинция Этиго).
В 1618 году Нагаока-хан получил во владение Макино Таданари (1581—1655), ранее правивший в Нагаминэ-хане (провинция Этиго). Его потомки управляли княжеством вплоть до Реставрации Мэйдзи.
Во время Войны Босин (1868—1869) княжество Нагаока летом 1868 года стало центром ожесточенных боёв между войсками сёгуната Токугава и союза Саттё. Нагаока-хан присоединился к Северному союзу японских княжеств и участвовал в войне против императорской армии.
Самураи Каваи Цугуносукэ и Ямамото Татэваки — два высших командиров княжества Нагаока во время гражданской войны.
В 1870 году Нагаока-хан был ликвидирован.

## Правители княжества
- Род Хори, 1616—1618 (тодзама-даймё)

| №  | Имя         | Имя    | Годы правления | Годы жизни | Примечания              |
| -- | ----------- | ------ | -------------- | ---------- | ----------------------- |
| 1. | Хори Наоёри | 堀直寄 | 1616—1618      | 1577—1639  | Второй сын Хори Наомасы |

- Род Макино, 1618—1870 (фудай-даймё)

| №   | Имя                | Имя       | Годы правления | Годы жизни | Примечания                                                             |
| --- | ------------------ | --------- | -------------- | ---------- | ---------------------------------------------------------------------- |
| 1.  | Макино Таданари    | 牧野 忠成 | 1618—1655      | 1581—1655  | Сын Макино Ясунари                                                     |
| 2.  | Макино Таданари    | 牧野 忠成 | 1655—1674      | 1635—1674  | Сын Макино Мицунари                                                    |
| 3.  | Макино Тадзадатори | 牧野 忠辰 | 1674—1721      | 1665—1722  | Старший сын 2-го даймё Макино Таданари                                 |
| 4.  | Макино Тадакадзу   | 牧野 忠寿 | 1721—1735      | 1695—1735  | Второй сын Хонды Ясуёси, усыновлён Макино Тадзадатори                  |
| 5.  | Макино Тадатика    | 牧野 忠周 | 1735—1746      | 1721—1772  | Второй сын и преемник Макино Тадазадзу                                 |
| 6   | Макино Тадатака    | 牧野 忠敬 | 1746—1748      | 1729—1748  | Старший сын Макино Садамити, усыновлён Макино Тадатикой                |
| 7.  | Макино Тадатоси    | 牧野 忠利 | 1748—1755      | 1734—1755  | Сын Макино Садамити, младший брат и преемник Макино Тадатаки           |
| 8.  | Макино Тадахиро    | 牧野 忠寛 | 1755—1766      | 1741—1766  | Сын 5-го даймё Нагаока-хана Макино Тадатики, усыновлён Макино Тадатоси |
| 9.  | Макино Тадакиё     | 牧野 忠精 | 1766—1831      | 1760—1831  | Старший сын Макино Тадахиро                                            |
| 10. | Макино Тадамаса    | 牧野 忠雅 | 1831—1858      | 1799—1858  | Четвёртый сын Макино Тадакиё                                           |
| 11. | Макино Тадаюки     | 牧野 忠恭 | 1858—1867      | 1824—1878  | Третий сын Мацудайры Норихиро, усыновлён Макино Тадамасой              |
| 12. | Макино Тадакуни    | 牧野 忠訓 | 1867—1868      | 1844—1875  | Сын Мацудайры Мунэхидэ, усыновлён Макино Тадаюки                       |
| 13. | Макино Тадакацу    | 牧野 忠毅 | 1868—1870      | 1859—1918  | Старший сын Макино Тадаюки, усыновлён Макино Тадакуни                  |